# 横浜市立戸塚高等学校
横浜市立戸塚高等学校（よこはましりつ とつかこうとうがっこう）は、神奈川県横浜市戸塚区にある市立高等学校である。
略称は戸高（とっこう / とこう）。全日制保護者会を「光陵会」といい、定時制同窓会を「櫻陰会」という。9月下旬に開催される文化祭は「戸高祭」。横浜市に合併される以前の鎌倉郡戸塚町立の高等女学校以来の伝統を持ち、戸塚区内最古の高校である。
戦後しばらくは一区一校制のもと東京大学など有名校への進学者を輩出していたが、神奈川県の県立高校百校計画の煽りを受けるなどして一時期は横浜市立全日制普通科高校では例外的に低迷状況にあった。現在では、単位制への転換や校舎一新、制服ブレザー化、交通アクセスの改善によって顕著な回復を遂げている。定時制については市議会などにおいて存廃の議論が続いている。

## 職員勤務時間
前勤務は開始時刻は午前8時、終了時刻は午後4時30分。後勤務は開始時刻は午後零時45分、終了時刻は午後9時15分。

## 沿革
出典：『戸高の紹介』
- 1928年
  - 3月6日 - 文部大臣より設立の認可をうる。
  - 4月8日 - 神奈川県鎌倉郡戸塚町立実科高等女学校として戸塚尋常小学校内にて開校。
- 1939年4月1日 - 鎌倉郡のうち戸塚町など1町7村が横浜市に編入され、戸塚区となる。それに伴い、横浜市立戸塚実科高等女学校となる。
- 1943年4月1日 - 横浜市立戸塚高等女学校に改組される。
- 1948年4月1日 - 学制改革により、全日制普通科と定時制普通科からなる共学の横浜市立戸塚高等学校となり矢部町に移転。
- 1950年4月1日 - 小学区制（一校一区制）導入。戸塚、本郷、岡津、大正、中和田、原の各中学校区を合わせた学区となる。横浜市立大正中学校内に分校が創立されるも1955年に廃校。
- 1960年
  - 3月 - 現校歌が披露される。
  - 7月 - 戸塚競馬場跡地に移転。元の観客席は現在のグラウンドである。移転先として当地が選ばれた理由について『戸塚高等学校建設由来記』は以下のように記している。「学校環境は生徒への心理的生理的影響、学習効果等を考え、清浄な空気、豊かな陽光に恵まれ、騒音の少ない所で、更に展望の広い所が最上である。校舎と運動場は段差のあった方が良い。そして運動場は校地の東側が望ましい。それは関東地方南部の卓越風は北西風であるから、運動場が風下となり、風塵が校舎を襲うことがないからである。」そのうえで、現地視察を行った日が好天に恵まれ、相模平野の先に富士、箱根、大山の眺望が得られたうえに、相模湾をも遠望できたことから、当地が参加者により絶賛された旨を伝えている[5]。
- 1963年4月1日 - 中学区制導入。希望ヶ丘、平沼、桜丘の各校とともに、横浜中部学区に属す。
- 1981年4月1日 - 学区改編。縮小された横浜中部学区に属す。
- 1993年10月 - 校舎の全面改築開始。プレハブ仮校舎が併用される。
- 1995年9月 - 新校舎落成。
- 2003年4月1日 - 単位制導入。同時に学区が横浜市内全域に変更される。
- 2014年4月 - 音楽コース設置[6]。

## 教育目標
自主、協励、連帯
正門脇に陰刻した石碑が建つ。

## 校歌
- 作詞、佐佐木信綱
- 作曲、信時潔

## 特徴と伝統
- 定時制があり、『NHKスペシャル 無縁社会の衝撃』（2011年2月）で放送された[7]。
- 硬式野球部は、2009年の夏大会予選では優勝校である横浜隼人高に敗れたものの善戦を見せベスト16、2011年の春季大会ではセンバツ優勝直後の東海大相模高を破った。
- 現在は廃部になっているが、棋道（将棋）部は全国レベルであった。瀬川晶司と幼馴染みのアマチュア棋士として知られる渡辺健弥（アマ名人、アマ竜王）を輩出している[8]。
- 横浜市立高校として、横浜市立大学に4名の指定校推薦枠がある[9]。

## 交通
- 横浜市営地下鉄ブルーライン 踊場駅 徒歩10分
- 神奈川中央交通戸53で、「戸塚高校前」下車[10]。

## 著名な出身者と教職員
※五十音順
出身者（中退者含む）
- 愛沢えみり（モデル・キャバクラ嬢。2007年卒業）
- イケダハヤト（ブロガー。2005年卒業[11]）
- 大田亜侑（翻訳家、産土開運カウンセラー。1978年卒業[12]）
- 畠中達郎（アミューズ特別顧問、元代表取締役社長。1976年卒業[13]）
- 前川淳（脚本家）
- マギー（ダンス部出身。ViViモデル）
- 三浦和義（元生徒会長。実業家、タレント、ロス疑惑当事者、女優水の江瀧子の甥）
- よしこさん（お笑い芸人）
- 駒場孝 (ミルクボーイ)

教職員経験者
- 千葉聡（歌人。元全日制国語科教諭[14]）
- 水谷修（通称・夜回り先生。元定時制社会科教諭[15]）
- 村上春樹（国文学者。平将門伝説の研究で知られる。元全日制国語科教諭）
- 伊左次雄介（柔道家　元定時制体育科教諭）